# M/S Aurora
Aurora, färja 292, är en av Trafikverket Färjerederiets färjor. Den går på Blidöleden.

## Bilder

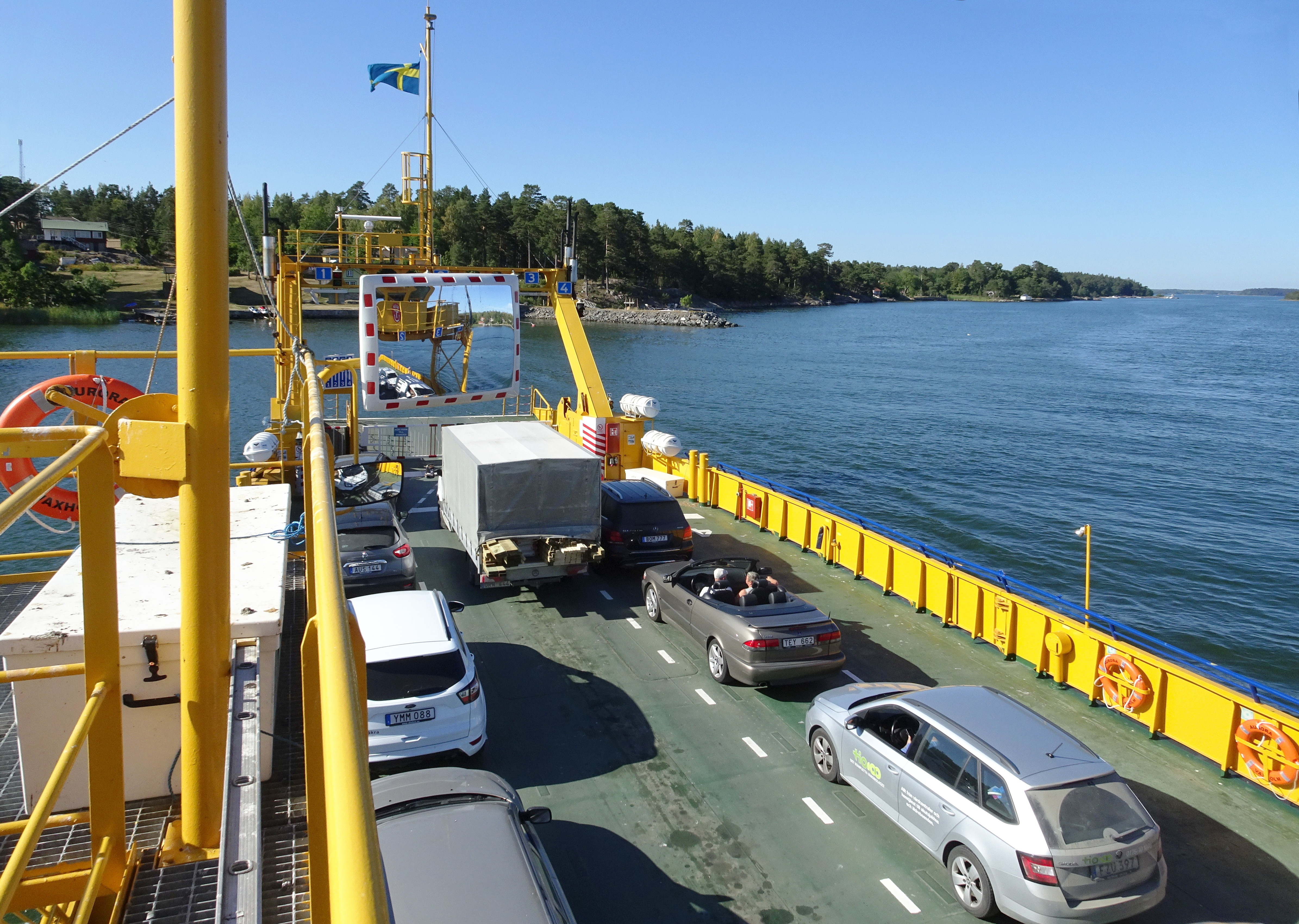
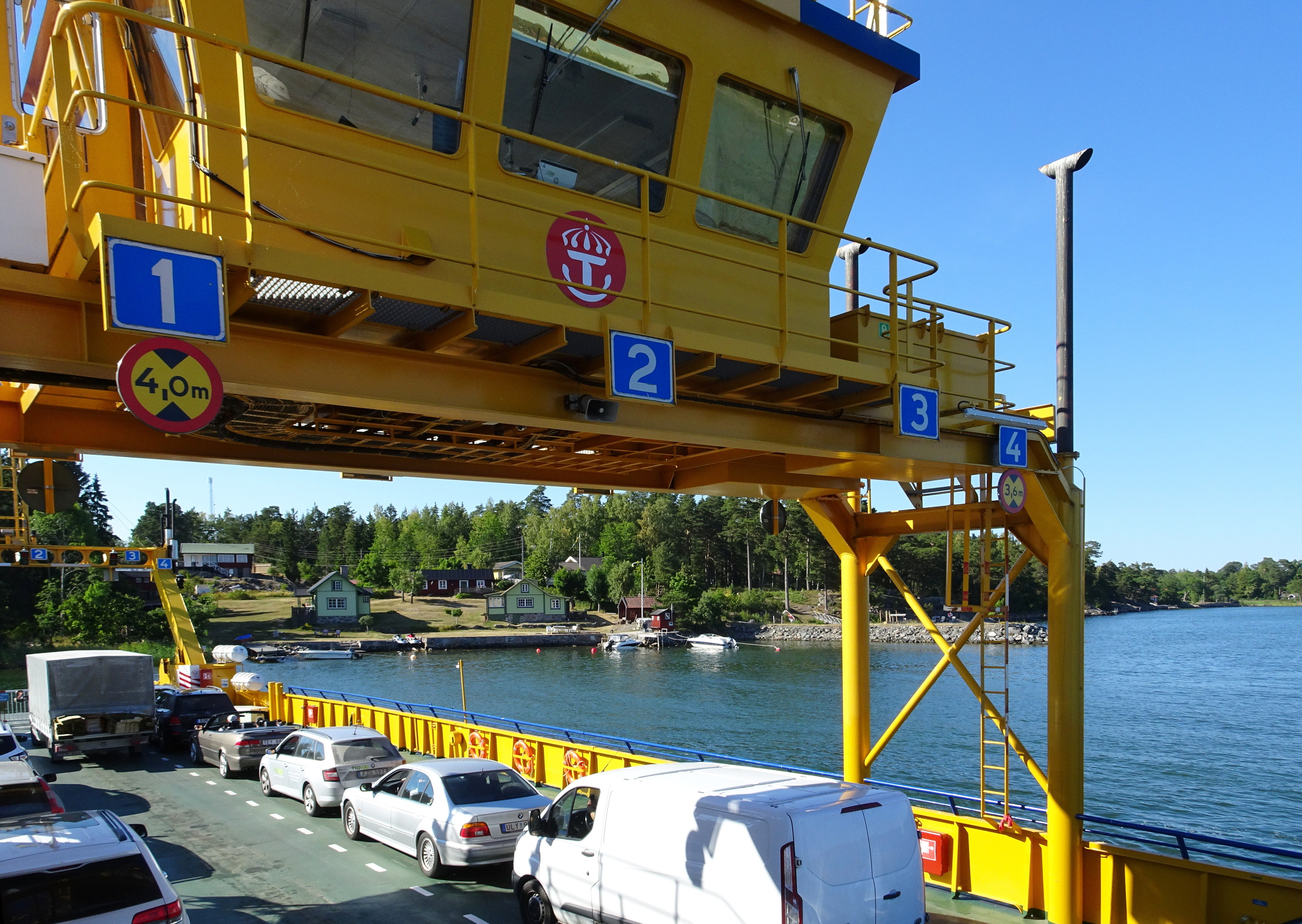
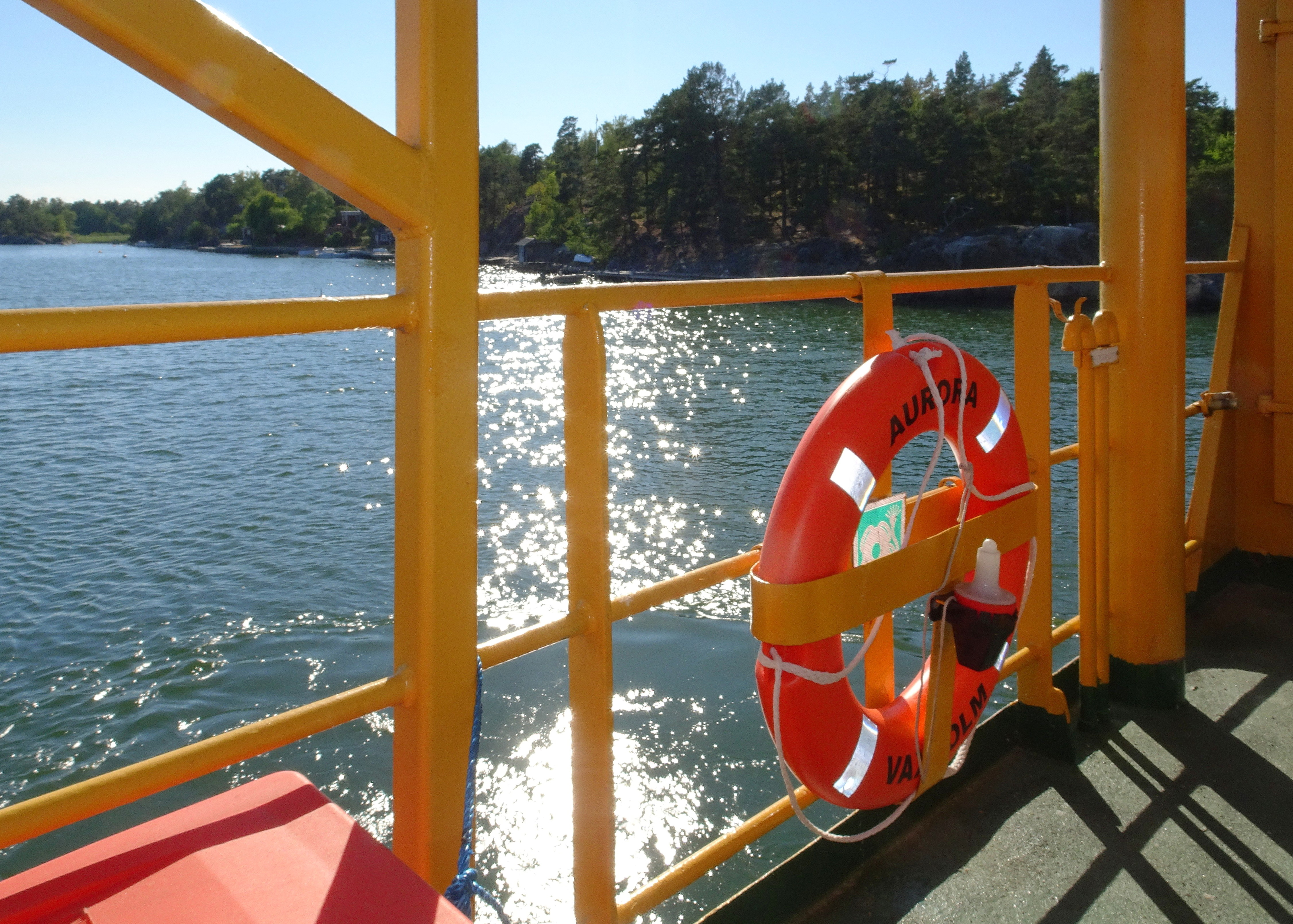
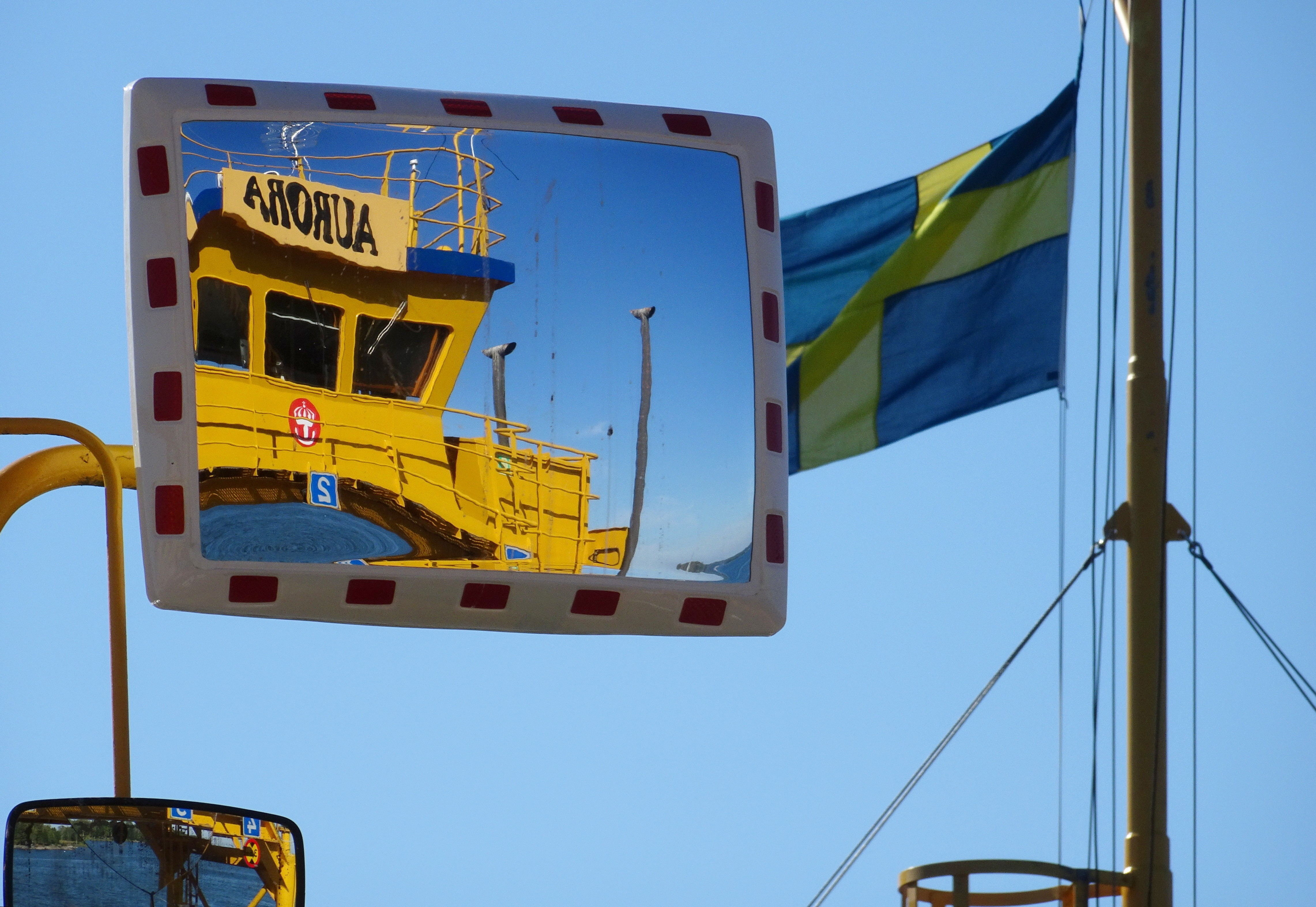